# 阿纳斯塔西娅·库列绍娃
阿纳斯塔西娅·尼古拉耶芙娜·库列绍娃（俄语：Анастасия Николаевна Кулешова，1995年2月4日—），旧姓谢多娃（Седова），生于下诺夫哥罗德州薩羅夫，是一名俄罗斯女子越野滑雪运动员。阿纳斯塔西娅的父亲尼古莱·谢多夫是一名教练，她的哥哥彼得·谢多夫同样是一名越野滑雪选手。她于2016年在芬兰库萨莫完成个人的世界杯分站赛首秀。